# Kogenheim
Kogenheim är en kommun i departementet Bas-Rhin i regionen Grand Est (tidigare regionen Alsace) i nordöstra Frankrike. Kommunen ligger i kantonen Benfeld som tillhör arrondissementet Sélestat-Erstein. År 2022 hade Kogenheim 1 206 invånare.

## Befolkningsutveckling
Antalet invånare i kommunen Kogenheim
| Referens: INSEE |